# Церемонія відкриття літніх Олімпійських ігор 2024
Церемонія відкриття літніх Олімпійських ігор 2024 року в Парижі розпочалася 26 липня о 19:30 за центральноєвропейським літнім часом (17:30 UTC). Відповідно до Олімпійської хартії у програму заходу увійшли художня програма, що демонструє культуру приймаючої країни та міста, парад спортсменів та запалення олімпійського вогню. Ігри були офіційно відкриті президентом Франції Емманюелем Макроном.
Вперше церемонія відкриття пройшла не на стадіоні, а просто у місті. Місцем дії була обрана Сена та її берег. Близько 300 тисяч глядачів зібралися у центрі Парижа вздовж її берегів, щоб побачити парад річкових барж та катерів, на яких через пливли учасники спортивних команд із різних країн. На одній баржі могли пливти як одна команда, і відразу кілька. Упродовж майже всієї церемонії йшов сильний дощ, проте це не завадило її проведенню.
Олімпійську клятву від імені спортсменів принесли метальник молота Меліна Робер-Мішон та плавець Флоран Маноду (вони ж несли прапор Франції під час параду націй на Сені). Олімпійський вогонь запалили триразові олімпійські чемпіони дзюдоїст Тедді Рінер та легкоатлетка Марі-Жозе Перек. Вогонь на останньому етапі естафети їм передав 100-річний Шарль Кост, олімпійський чемпіон 1948 року.

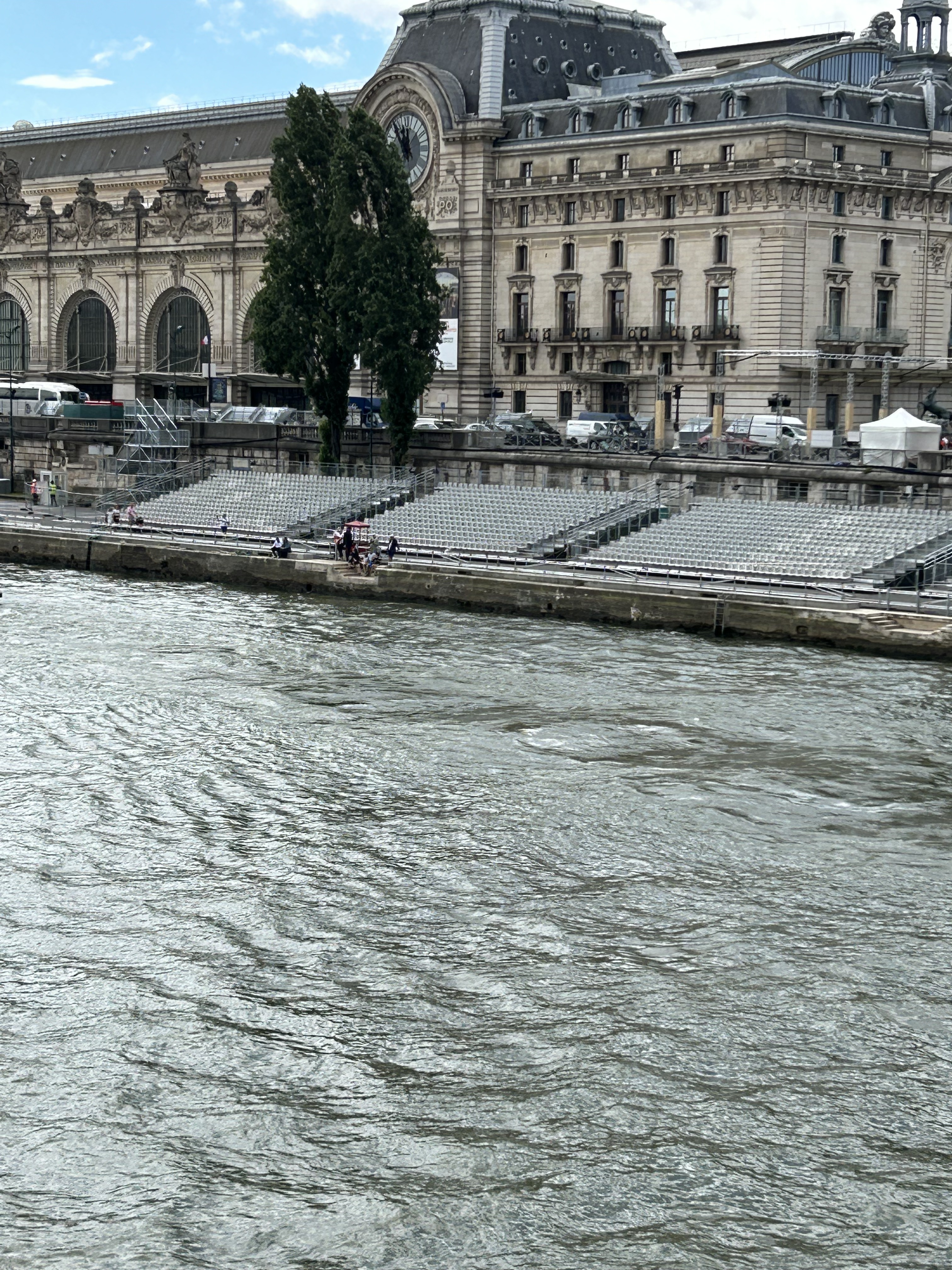
Трибуни для глядачів на набережній Орсі, Лівий берег

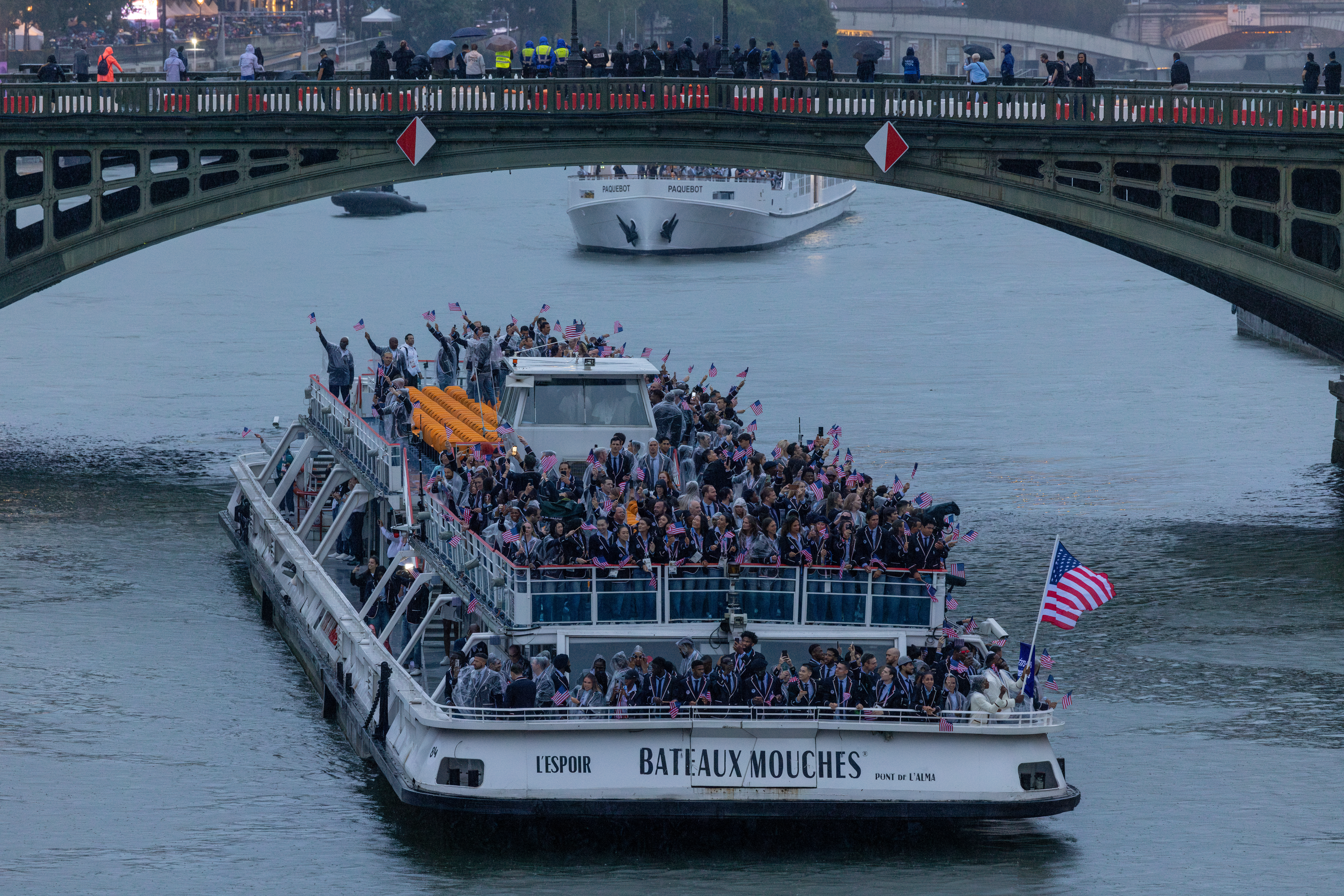
Олімпійська збірна США махає глядачам під час церемонії відкриття

## Творці
- Режисер: Тома Жоллі
- Музичний керівник: Віктор ле Ман[fr]
- Хореограф: Мод ле Пладек[fr]
- Художник з костюмів: Дафне Бюркі[fr]
- Головний костюмер: Беріо Олівьє[fr]
- Сценаристи: Патрік Бушерон[fr] , Дам'єн Габріак, Фанні Ерреро[fr], Лейла Слімані
- Диктори: Валері Каль[en], Стів Аллан

## Музичні номери
Музична програма церемонії включала декілька десятків композицій, які здебільшого виконувались уривками та своїм аранжуванням представляли різноманіття французької музичної продукції, включно зі стандартами естрадної музики та французький шансон, хіти з Французького хаузу та відомі арії з французької опери, класичний репертуар.
Співачка Леді Гага виконала пісню «Mon Truc En Plume» (1961) французької балерини, акторки та співачки Зізі Жанмер. Попзірка Ая Накамура спільно з хором французької армії заспівала попурі з власних хітів та пісні Шарля Азнавура. Звучав сингл «Louxor, j'adore» Філіпа Катеріна. Селін Діон закрила церемонію відкриття піснєю «L'Hymne à l'amour» Едіт Піаф.
Французький прогресив-метал-гурт Gojira став першим метал-гуртом, який виступив на церемонії відкриття Олімпіади. Гурт, до якого приєдналася оперна співачка Марина Віотті, виконав пісню часів Французької революції «Ça Ira» в Консьєржері, колишній в'язниці, де Марія-Антуанетта провела свої останні дні. Виступ розпочала виконавиця, яка зображала обезголовлену Антуанетту.
Перелік використаних музичних творів (за хронологією)
- «La Foule» Едіт Піаф
- «Initials B.B.» Сержа Генсбура
- «Reality» Владимира Косми (фільм «Бум»)
- «Mon truc en plumes» Зізі Жанмер
- «Give Me Love» Marc Cerrone
- «Chacun fait (c'qui lui plaît)» «Chagrin d'amour»
- «Laissez-moi danser (Monday, Tuesday)» Даліди
- «Born to Be Alive» Patrick Hernandez
- «Magnolias for Ever» Claude François
- «Marcia Baïla» Les Rita Mitsouko
- французька мелодія «Канкан», адаптована з «Galop infernal d'Orphée aux Enfers» Жака Оффенбаха
- арія з мюзиклу «Привид опери»
- «À la volonté du peuple» з музичної комедії «Знедолені» Алена Бублія, Жана-Марка Нателя та Клода-Мішеля Шенберга
- «Ah! ça ira» революційна пісня у виконанні Едіт Піаф
- «L'amour est un oiseau rebelle» арія з опери «Кармен» Жоржа Бізе
- «I Love U So» «Cassius»
- «La Bohème» Шарля Азнавура
- «Pookie» Аї Накамури
- «For me formidable» Шарля Азнавура
- «Djadja» Аї Накамури
- «Danse macabre» симфонічна поема Каміля Сен-Санса
- перша з «Gymnopédies» Еріка Саті
- «Prélude à l'Après-midi d'un faune» Клода Дебюссі
- «Jeux d'eau» Моріса Равеля
- «Viens, Hymen» з «Indes galantes» Жана-Філіппа Рамо
- «La Marseillaise» Руже де Ліля
- «Ça balance pas mal à Paris» Франс Галль та Мішеля Берже
- «Andy» Rita Mitsouko
- «DJ» Diam's
- «Histoire d'1 soir (Bye Bye Les Galères)» Бібі Флеш
- «Spacer» Sheila
- «Lady (Hear Me Tonight)» Modjo
- «Intro» Alan Braxe та Fred Falke
- «Love Don't Let Me Go» Девіда Гетти
- «L'Aziza» Daniel Balavoine
- «Chanson sur ma drôle de vie» de Веронік Сансон
- «D.I.S.C.O.» «Ottawan»
- «Besoin d'amour» France Gall
- «Music Sounds Better with You» «Stardust»
- «Kass Limon» «Jupiter»
- «Alexandrie Alexandra» Claude François
- «D.A.N.C.E.» «Justice»
- «Signatune» DJ Mehdi та Тома Бангальтера
- «Que je t'aime» Джонні Голлідей
- «Lettre à France» Мішеля Польнарефа
- «Midnight City» «M83»
- «The Final Countdown» «Europe»
- «Freed from Desire» Gala
- «Meet Her at the Love Parade» Da Hool
- «Ride on Time» «Black Box»
- «Be My Lover» «La Bouche»
- «I Had a Dream» Nicky Doll
- «Bla Bla Bla» Gigi D'Agostino
- «Stereo Love» Edward Maya та Віки Жигуліної
- «Sandstorm» Darude
- «It's a Rainy Day» ICE MC
- «Désenchantée» Мілен Фармер
- «Louxor, j'adore» Philippe Katerine
- «Nu» de Philippe Katerine
- «Imagine» Джона Леннона
- Олімпійський гімн
- «Supernature» de Cerrone
- «Hymne à l'amour» Едіт Піаф
- «Je danse le mia» par IAM
- «Tombé pour la France» Étienne Daho
- «Voyage, Voyage» Desireless
- «L'Amour à la plage» «Niagara»
- «Ça plane pour moi» Plastic Bertrand

## Безпека
Для забезпечення безпеки церемонії було залучено 45 тисяч поліцейських, 10 тисяч військовослужбовців та 2 тисячі співробітників приватних охоронних агентів. Крім того, для охорони порядку були задіяні снайпери та дрони.

## Скандали

### «Пародія на картину „Таємна вечеря“»
Сегмент «Festivité» містив сцену з дрег-артистами, які, як справилось враження, відтворюють картину Леонардо да Вінчі «Таємна вечеря». Через порівняння з релігійним твором сцена піддалася різкій критиці з боку католиків та інших християн як «блюзнірська, що висміює християнство», а також через антидрег настрої. Присутність дитини в сцені також викликала критику та обурення деяких людей.
Підтвердження, що це було посилання саме до картини да Вінчі, від організаторів не було. Намагаючись зам'яти скандал, було висловлено припущення, що ця сцена могла бути натхненна картиною «Бенкет богів», написаною Ян ван Бейлертом.
Організаційний комітет Олімпіади в Парижі вибачився перед тими, кого зачепила церемонія відкриття Ігор. Американська телекомунікаційна компанія C Spire заявила про рішення відкликати рекламу з Олімпійських ігор.
28 липня організатори вибачилися за виступ, заявивши, що «у нас ніколи не було наміру виявити неповагу до якоїсь релігійної групи. [Церемонія відкриття] була спрямована на відзначення толерантності суспільства». Режисер церемонії Тома Жоллі заявив, що релігійна провокація не була в його планах.

### Представлення Південної Кореї
Під час Параду націй делегація Південної Кореї дикторами двома мовами була представлена як Корейська Народно-Демократична Республіка (фр. République populaire démocratique de Corée, англ. Democratic People's Republic of Korea). Після цього інциденту Міжнародний Олімпійський комітет опублікував вибачення в корейськомовному сегменті соціальної мережі X (Твіттер), проте подібне повідомлення не було продубльовано в англомовному обліковому записі.

### Підняття Олімпійського прапора
При виконанні Олімпійського гімну в ході церемонії відкриття Олімпійський прапор був підвішений на флагшток у перевернутому вигляді. На брифінгу представник МОК Марк Адамс сказав, що «Ми шкодуємо про цю подію. У результаті організації відбувається всяке. Ми продовжуємо рухатися далі, це не кінець світу».